# Yayou
Yayou – haitański wojskowy.
Był generałem armii haitańskiej. Uczestniczył w obronie Port-au-Prince przed wojskami Henriego Christophe'a. Dowodził mającym duże znaczenie arrondissement Port-au-Prince i Léogane. W wyborach prezydenckich przeprowadzonych 9 marca 1807 otrzymał 1 głos, przegrywając z Alexandre'em Pétionem. Niepowodzenie to spowodowało serię jego gróźb pod adresem Mulatów (Yayou był Murzynem), przyczyniło się również do podjęcia przezeń zdecydowanie antyprezydenckich działań. Zwrócił się do Senatu, prosząc o ochronę przed rzekomymi represjami głowy państwa. Krok ten nie przyniósł oczekiwanych rezultatów. Nawiązał również kontakt z Christophe'em. W lipcu 1807, na czele wiernych sobie oddziałów, usiłował dokonać zamachu stanu. Pozbawiony większego poparcia, został szybko rozbity przez wojska rządowe. Zbiegł w góry, gdzie zginął bądź zaginął.